# Montefiascone
Montefiascone ist eine Stadt mit 13.008 Einwohnern (Stand 31. Dezember 2023) in der Provinz Viterbo in der italienischen Region Lazio. Sie ist ein römisch-katholisches Titularbistum.
|  |

## Name
Der Name Montefiascone leitet sich vermutlich vom lateinischen Mons Faliscorum, Berg der Falisker, her. Aspekte der Namensentstehung finden sich in den zwei Varianten des Stadtwappens ausgedrückt: Die Form von 1953/1954 zeigt auf dem Sechsberg ein römisches Rutenbündel, die fasces, als Ableitungsinterpretation des zweiten Namensbestandteils, die neuere Fassung stellt oben dagegen ein Weinfass dar, was als Allusion auf die Weinproduktion und den italienischen Begriff fiasco für Fass zu interpretieren ist. Die Diskussion über die richtige Auffassung ist noch nicht abgeschlossen.

## Geographie
Montefiascone liegt 94 km nordwestlich von Rom, 127 km südöstlich von Siena und 17 km nördlich von Viterbo. Die Gemeinde liegt in den vulkanisch entstandenen Monti Volsini am Südostufer des Bolsenasee. Die Altstadt nimmt dabei eine der höchsten Erhebungen ein. Das Gemeindegebiet erstreckt sich über eine Höhe von 220 bis 633 m s.l.m.
Zur Gemeinde gehören die Stadtteile Carpine, Cipollone, Commenda, Coste-Pelucche, Fiordini, Le Mosse, Poggetto, Poggio Frusta, Stefanoni und Zepponami.
Die Nachbargemeinden sind Bagnoregio, Bolsena, Capodimonte, Gradoli, Marta, San Lorenzo Nuovo und Viterbo.

### Geologie

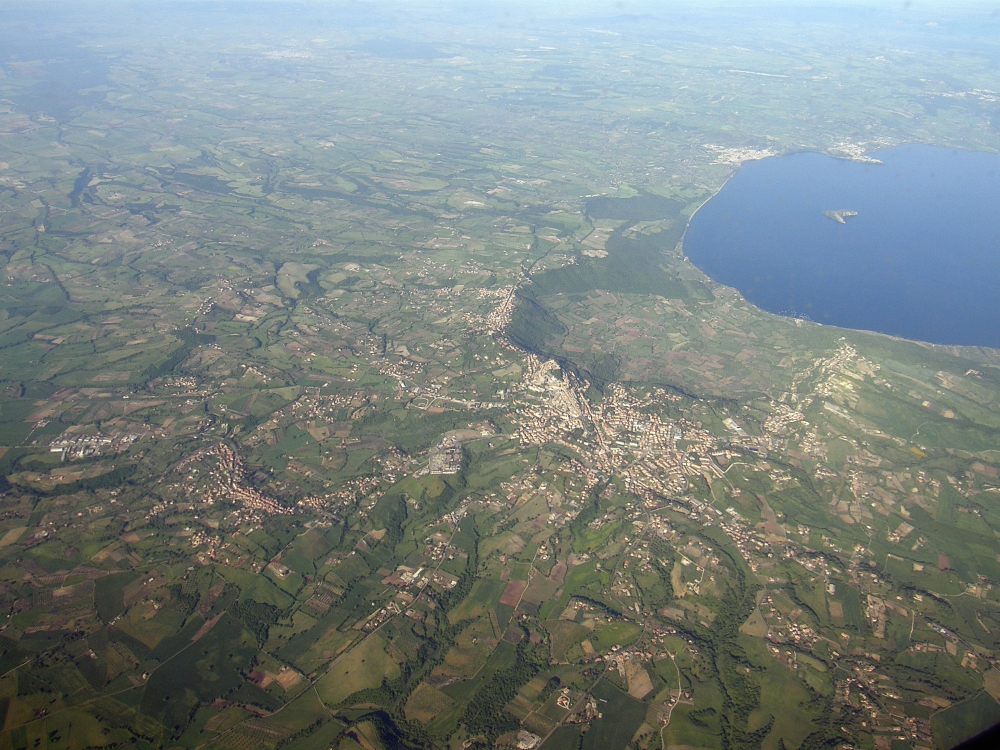
Montefiascone auf der Caldera

Montefiascone liegt in einem ehemals vulkanisch aktiven Gebiet, dem sogenannten Apparato Vulsinio. Die Stadt selbst liegt auf der Caldera eines der vier Hauptvulkane. Der Bolsenasee selbst entstand durch den Einsturz unterirdischer Magmakammern. An die vulkanische Vergangenheit erinnern noch zahlreiche Thermalquellen in der Umgebung.
Die Gemeinde liegt in der Erdbebenzone 3 (wenig gefährdet).

### Verkehr
Montefiascone liegt an der strada stadale SS 2 Via Cassia, die von Rom über Siena nach Florenz führt. Die nächste Autobahnauffahrt auf die A1 Autostrada del Sole ist in 33 km Orvieto.
Die Stadt hat einen Bahnhof an der Bahnstrecke Attigliano-Viterbo im Ortsteil Zepponami.

## Geschichte
Montefiascone entstand als Rückzugssiedlung der umwohnenden Bevölkerung während der Völkerwanderungszeit, wohl im 9. Jahrhundert zum Schutz vor den Einfällen von Arabern und Ungarn. Eine erste Erwähnung als Mons Flasconis bietet eine Urkunde von Papst Leo IV. aus dem Jahre 853. Im Gebiet des Patrimonium Petri gelegen, das Karl der Große im Jahre 774 den Päpsten überantwortet hatte, blieb die Siedlung die meiste Zeit über in deren Besitz, obgleich es nicht an Versuchen fehlte, etwa der Stadt Orvieto, sie sich auf Dauer anzueignen. Papst Innozenz III. (1198–1216) ordnete 1207 den Ausbau der Siedlung und deren Befestigung an. Martin IV. (1281–1285) weilte einige Zeit in der von ihm merklich erweiterten Burg; laut Dante, Göttliche Komödie XXIV 330 f., soll er besonders die Aale des Bolsenasees als Speise genossen haben. Einer der wichtigsten Vertreter der Macht der Päpste während deren Abwesenheit in Avignon war Kardinal Egidio Albornoz, der ihre Herrschaft in Mittelitalien zwischen 1353 und 1367 wiederherstellte und in Montefiascone einen Hauptsitz hatte. Am 31. August 1369 erhob Papst Urban V. (1362–1370) Montefiascone zur Stadt, und sein Nachfolger Gregor XI. (1371–1378) übertrug ihr zum Dank ein ansehnliches Landgebiet. 1657 und 1695 führten Seuche und Erdbeben zu Beeinträchtigungen des Lebens, doch blieb die Stadt bis zum September 1870 im Kirchenstaat, als dieser ins Königreich Italien eingegliedert wurde.

## Bevölkerungsentwicklung
| Jahr      | 1881  | 1901  | 1921   | 1936   | 1951   | 1971   | 1991   | 2001   |
| Einwohner | 7.389 | 9.371 | 10.336 | 11.277 | 11.563 | 11.819 | 12.656 | 12.653 |

Quelle: ISTAT

## Religion

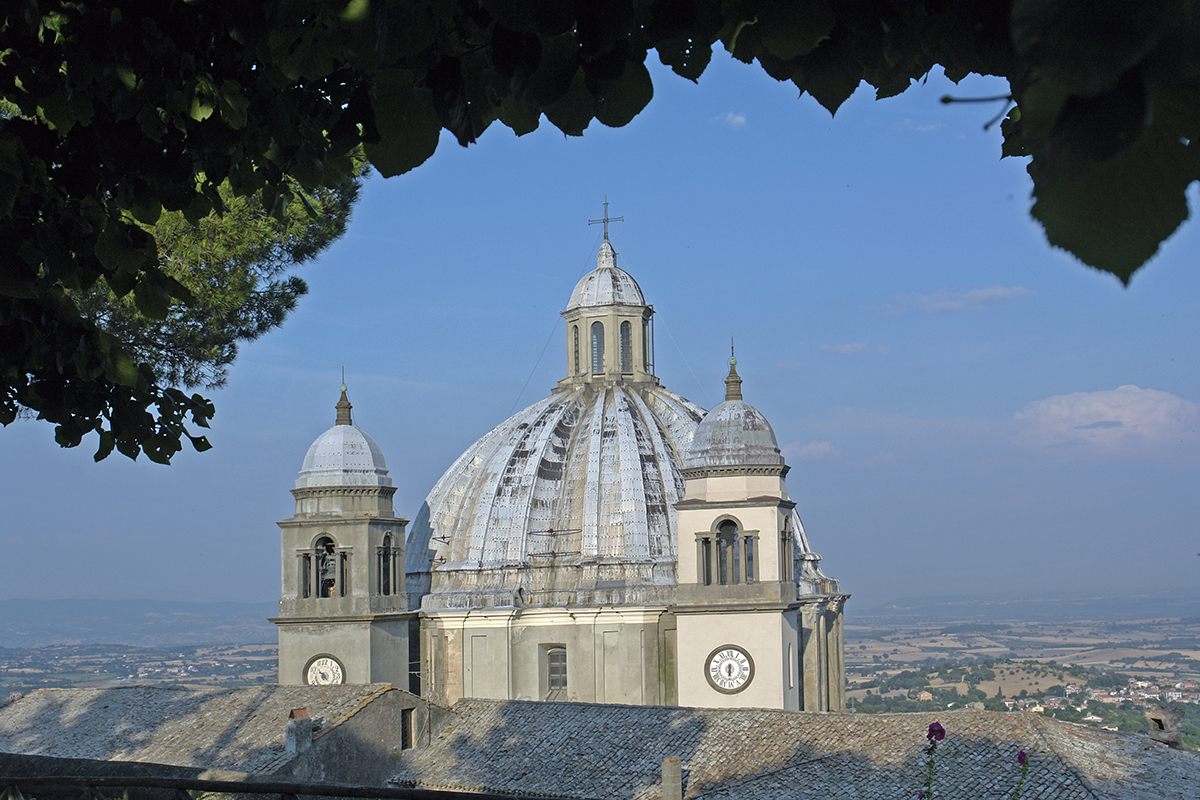
Dom Santa Margherita

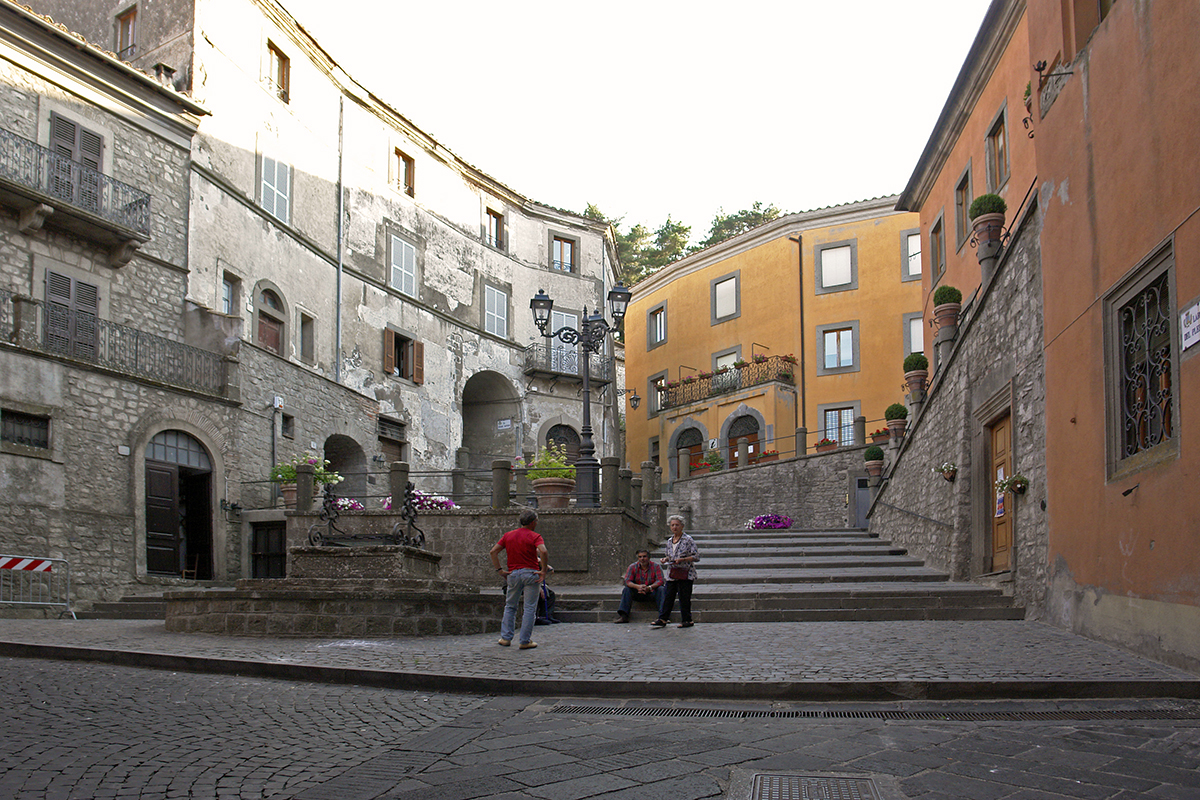
Montefiascone, In der Altstadt

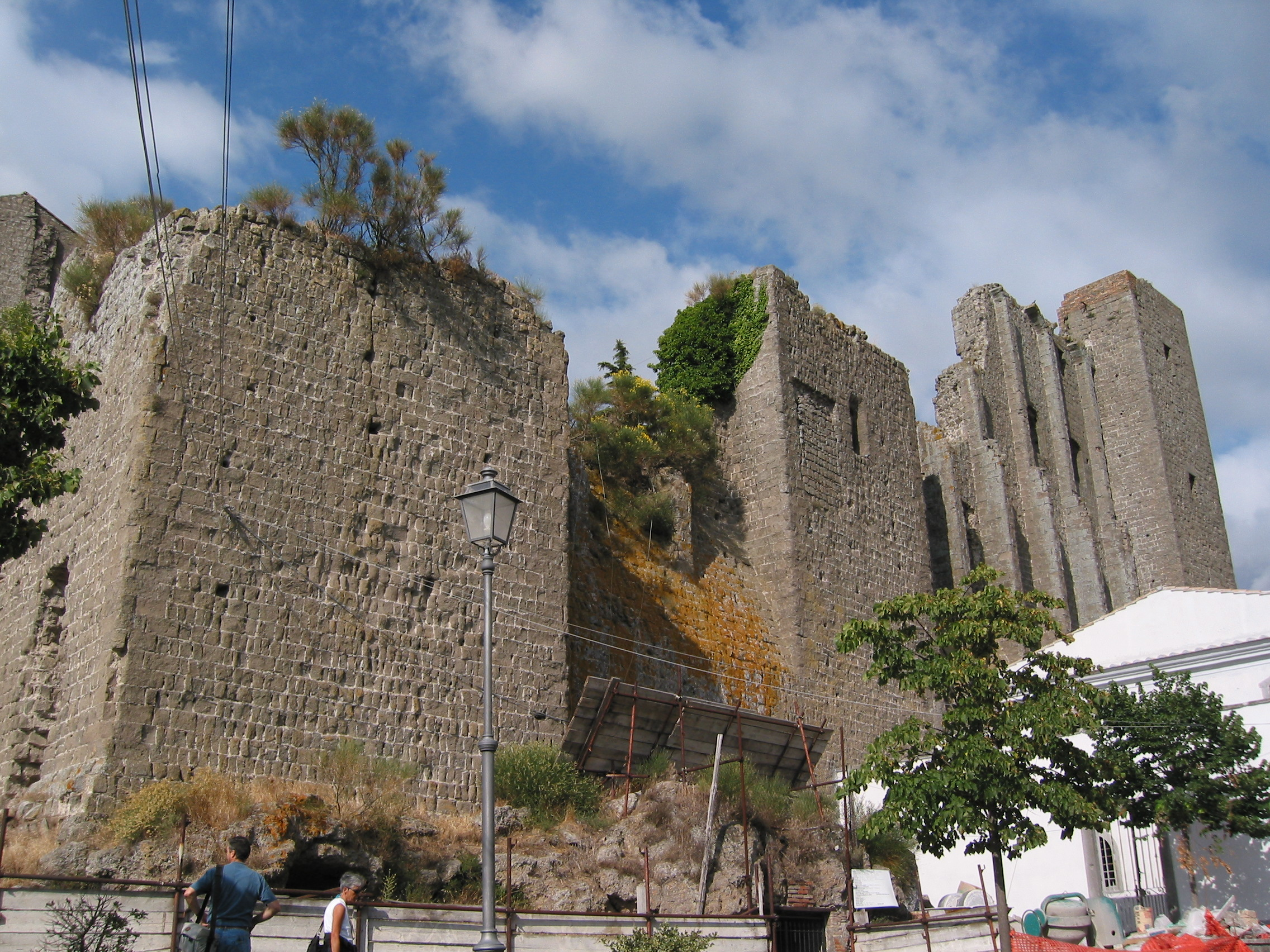
Montefiascone, Ruine des Papstpalastes

Montefiascone wurde im Jahre 1369 zum Bistum erhoben, zusammen mit dem heute Tarquinia heißenden ehemaligen Corneto. Am 30. September 1986 wurde das Bistum Montefiascone aufgehoben, das 1980 noch 34.178 Katholiken in 20 Pfarreien gezählt hatte, welche von 45 Diözesanpriestern und 9 Ordenspriestern betreut wurden. Das Bistumsgebiet wurde mit drei weiteren Diözesen (unter anderem das Titularbistum Aquipendium) dem Bistum Viterbo einverleibt, doch wurde Montefiascone seit 1992 in die Liste der römisch-katholischen Titularbistümer aufgenommen und zur Ausstattung päpstlicher Kurienbeamter verwandt. Die einstige große Bedeutung des Bistums Montefiascone und Corneto erhellt aus seiner Rolle im Rahmen von Beförderungen geistlicher Würdenträger. Von 1369 bis zur Abtrennung von Corneto am 14. Juni 1854 amtierten insgesamt 15 Kardinäle hier als Bischöfe; gesondert zu nennen sind aus ihnen Domenico della Rovere (1478–1501), Verwandter von Papst Sixtus IV., Alessandro Farnese (1501–1519), später Papst Paul III., Guido Ascanio Sforza (1528–1548), Paluzzo Paluzzi Altieri degli Albertoni (1666–1670), Kardinalnepot von Papst Clemens X., Marcantonio Barbarigo (1687–1706), Pompeo Aldrovandi (1734–1752), Giuseppe Garampi (1776–1792) und Jean-Siffrein Maury (1792–1816), von 1810 bis 1814 zudem Erzbischof von Paris und Primas von Frankreich unter Napoleon I.

## Sehenswürdigkeiten
- Dom S. Margherita mit großer Kuppel und Zweiturmfassade sowie Ausstattung zwischen 1850 und 1890, doch schon im frühen 16. Jahrhundert begonnen und am 19. Dezember 1674 geweiht. Glanzstück ist ein farbiges Terrakottarelief von 1496 mit Szenen aus dem Marienleben; in der Krypta mit Gestaltung von 1958 bis 1962 ist die Grabstätte der heiligen Lucia Filippini.
- Kirche S. Flaviano an der alten Via Cassia, wichtigstes Gotteshaus in Montefiascone mit spätgotischer Hauptfassade von drei hohen Bögen als Vorhalle und darüber verlaufendem Balkon; zweigeschossiger Innenraum mit linken Kapellen und überbordender Freskenausstattung aus Spätgotik und Frührenaissance in der Unterkirche und Papstthron in der Oberkirche. Die in der dritten linken Kapelle modern eingefügte Grabplatte eines angeblichen Bischofs aus dem Jahre 1111 war der Grund für die Erfindung einer frühen Werbelegende für den hiesigen Weißwein aus dem späten 16. Jahrhundert, doch handelt es sich in Wirklichkeit um einen Scholaren des 14. Jahrhunderts mit dem holländischen Namen Defuk, der hier wegen übermäßigem Weingenusses gestorben sein soll – eine immer noch behauptete Beziehung auf die Augsburger Familie Fugger ist abwegig.
- Kirche S. Andrea am Largo Plebiscito aus der Übergangszeit von Romanik zu Gotik mit original erhaltener Innengestaltung.
- Kirche S. Maria Assunta oder Divino Amore mit Barockausstattung und großem Hochaltar.
- Kirche S. Bartolomeo von 1697 mit barocker Ausstattung und zugehörigem Gebäude des bischöflichen Seminars mit Kapelle S. Maria Assunta und Salon.
- Kirche S. Francesco mit Ausstattung aus der Zeit des Barock und Klassizismus, darunter einige Altargemälde.
- Kirche S. Pietro an der Via Bixio mit Barockausstattung, darunter ein Gemälde von Sebastiano Conca, und Fresken im mittelalterlichen Chor.
- Kirche S. Maria Annunziata, ehemaliges Gotteshaus des Augustinerkonventes, in dem 1511 Martin Luther beherbergt worden sein soll, mit fragmentarischen Fresken von 1506.
- Kirche S. Maria delle Grazie in der Nähe von S. Flaviano, im Originalzustand 1333 vollendet, aber von 1492 bis 1530 grundlegend renoviert; aus dieser Zeit die Fassade und die Innengestaltung mit zusätzlicher Freskierung in klassizistischer Form und großem barocken Hochaltar mit Madonnenfresko der Spätgotik in Renaissancerahmung.
- Kirche S. Maria della Vittoria oder S. Felicita, am 1. September 1591 geweiht, mit Hauptaltar der Madonna della Vittoria von 1773.
- Papstburg mit erhaltenem Hauptgebäude von 1516, Renaissancearkade im Hof und Museo dell'Architettura di Antonio da Sangallo.
- Porta di Borgo von 1744 als Hauptzugang zur Stadterweiterung der Barockzeit.
- Porta di Borgheriglia als südwestlicher Stadtzugang aus frühbarocker Zeit.
- Palazzo Comunale an der Piazza Vittorio Emanuele mit Tordurchgang und Uhrturm.
- Palazzo Federici am Corso Cavour, dreigeschossiger Barockpalast, heute Hotel.
- Palazzo Antonelli mit unvollendeter Rückfassade zur Via Verentana mit Loggia in Form einer Serliana und halbrunden Balkons.
- Palazzo Cernitori-Pieri-Buti an der Via Nazionale, viergeschossiger Bau mit manieristisch-frühbarocker Fassade.
- Kirche S. Maria di Montedoro im Stadtteil Le Mosse, kleiner prächtiger Achteckbau mit angefügter Rundapsis nach Plänen von Antonio da Sangallo dem Jüngeren nach 1523 erbaut, typisches Beispiel eines Zentralbaus der Hochrenaissance mit umfänglichem Freskenzyklus dieser Epoche in den Kapellen.
- In der Umgebung von Montefiascone sind ansehnliche Reste der römischen Via Cassia mit ihrer originalen Pflasterung zu sehen.

## Mit der Stadt verbundene Persönlichkeiten
- Heilige Lucia Filippini, Gründerin der Kongregation der Maestre Pie Filippine für den Unterricht in Mädchenschulen, am 25. März 1732 gestorben, 1930 als Heilige proklamiert.
- Kardinal Marcantonio Barbarigo (1640–1706), Bischof von 1687 bis 1706, 1686 Kardinalpriester von Santa Susanna und später San Marco, gestorben in  Montefiascone am 26. Mai 1706.
- Kardinal Pompeo Aldrovandi (1668–1752), Bischof von 1734 bis 1752, 1734 Kardinalpriester von Sant’Eusebio, im Konklave von 1740 Kandidat für die Tiara, gestorben in Montefiascone am 5. Januar 1752.
- Kardinal Bonaventura Gazzola (1744–1832), Administrator und Bischof von 1814 bis 1832, 1824 Kardinalpriester von San Bartolomeo all’Isola, gestorben in Montefiascone am 19. Januar 1832.
- Kardinal Mario Mocenni (1823–1904), geboren am 22. Januar 1823 in Montefiascone, zuletzt Kardinalbischof der Sabina.
- Sante Ranucci (1933–2023), Radrennfahrer
- Fabio Fabene (* 1959), Kurienerzbischof, Titularbischof von Montefiascone

## Politik
Anna de Luna wurde am 28. Oktober 2020 als Bürgermeisterin bestätigt.

## Partnerstädte
- Ergoldsbach in Niederbayern seit 2004

## Kulinarische Spezialitäten
Montefiascone ist bekannt für seinen Wein Est! Est!! Est!!!. Für diesen wird seit 1958 jährlich im August das Volksfest der Fiera del Vino veranstaltet.